# 보워민

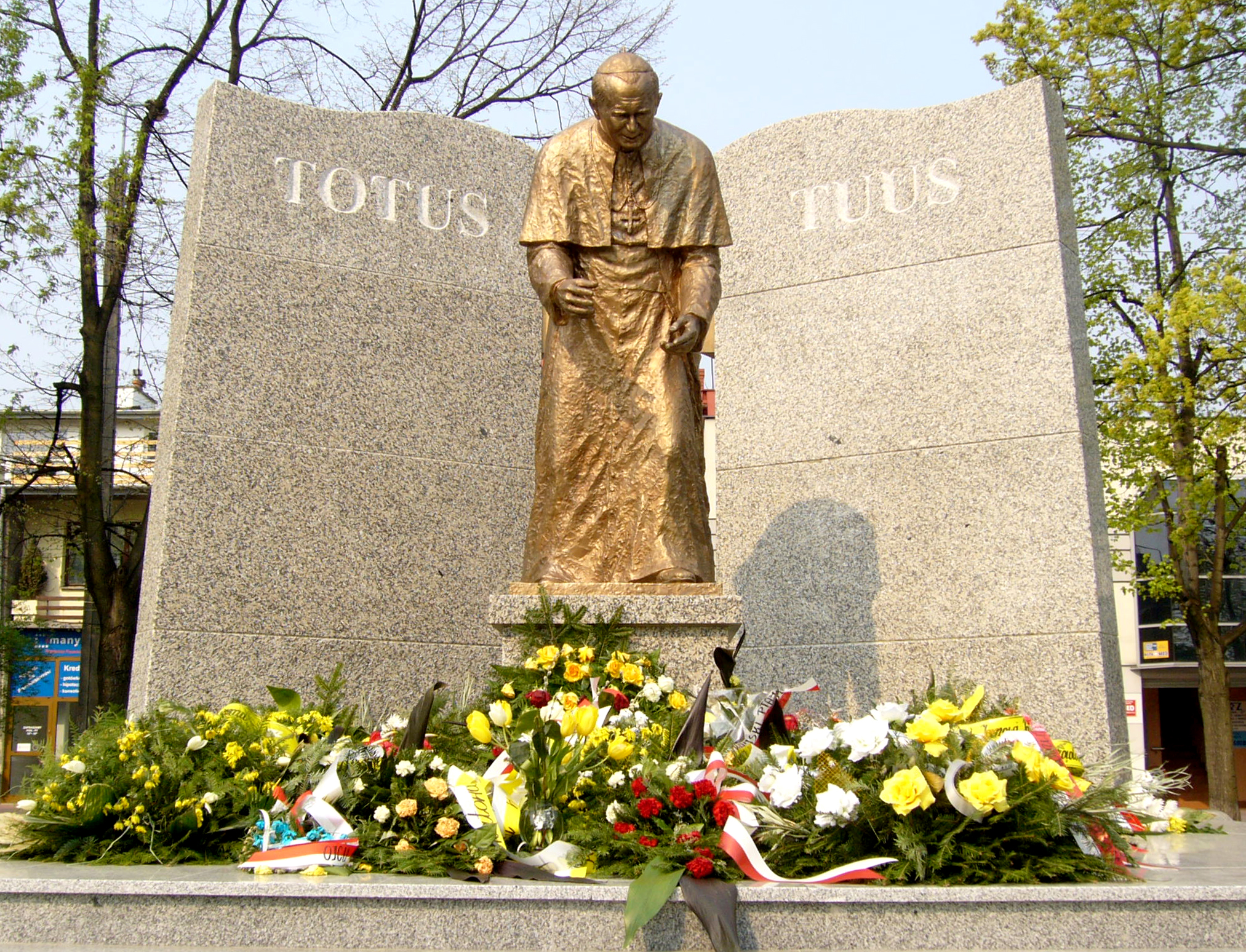
보워민의 교황 요한 바오로 2세 동상

보워민(폴란드어: Wołomin)은 폴란드 마조프셰주에 위치한 도시로 면적은 17.32km2, 인구는 36,711명(2006년 기준), 인구 밀도는 2,100명/km2이다. 폴란드의 수도인 바르샤바에서 동쪽으로 약 20km 정도 떨어진 곳에 위치한다.

시 문장

## 자매 도시
- 이탈리아 살레르노